# Agama montana
Espèce
Synonymes
- Agama mossambica montana Barbour & Loveridge, 1928

Agama montana est une espèce de sauriens de la famille des Agamidae.

## Répartition
Cette espèce est endémique de Tanzanie. 

## Étymologie
Le nom spécifique montana vient du latin montanus, se rapportant aux montagnes, en référence à la répartition de ce saurien.

## Publication originale
- Barbour & Loveridge, 1928 : A comparative study of the herpetological fauna of the Uluguru and Usambara mountains, Tanzania Territory with descriptions of new species. Memoirs of the Museum of Comparative Zoology, Cambridge, Massachusetts, vol. 50, no 2, p. 85-265 (texte intégral).